# Philipp Mainländer
Philipp Mainländer, ursprungligen Batz, född 5 oktober 1841, död 1 april 1876, var en tysk filosof och köpman.
Mainländer var i sitt tänkande starkt påverkad pessimism av Arthur Schopenhauer. Enligt Mainländer bestod världsprocessen i att Gud utträdde ur sitt övervara och splittrade sig i de enskilda varelsernas vardande för att med deras undergång uppnå icke-varat. Det blir den enskildes plikt att genom sexuell askes och frivillig död påskynda förintelse. Mainländer, som var starkt socialt och politiskt intresserad, levde och dog enligt sin lära,. Hans huvudarbete var Philosophie der Erlösung (1876, 3:e upplagan 1888).

## Philosophie der Erlösung
Från början var helheten en ensam Gud, som efter trötthet av sin existens begick självmord, resultatet blev universum. En synekdoke av detta representerar Mainländer själv, när han konsumerande sin filosofi år 1876.